# Milan Jirásek
Milan Jirásek (* 27. října 1936 Kouřim) je český lékař specializující se v oboru ortopedie a sportovní funkcionář, v letech 1996 až 2012 předseda Českého olympijského výboru, a také člen předsednictev Svazu lyžařů České republiky a Mezinárodní lyžařské federace (FIS).

## Osobní život
Od roku 1947 studoval základní stupeň na zámecké chlapecké škole v Poděbradech. V ročníku byli jeho spolužáky budoucí generální tajemník ČSS po sametové revoluci Jan Škoda a Václav Havel, v jehož rodině byl opakovaným hostem. Následovalo studium na gymnáziu v Poděbradech, po jehož dokončení pokračoval oborem všeobecného lékařství na Lékařské fakultě Univerzity Karlovy v Hradci Králové. Vysokou školu absolvoval v roce 1960.
Od roku promoce pracuje v Ústřední vojenské nemocnici v Praze. Od roku 1961 pracoval také jako lékař u československých reprezentantů v klasickém lyžování.  Složil atestace z vnitřního a tělovýchovného lékařství. Do roku 1976 byl zaměstnán na oddělení sportovní medicíny, ale poté co došlo k oficiální podpoře dopingu státními orgány komunistického státu, odmítl v tomto oboru dále pracovat a přešel na ortopedické oddělení, kde složil dvě atestace.
V období 1988–1990 zastával funkci předsedy Československého svazu lyžařů. Předsedou Českého olympijského svazu byl zvolen 19. prosince 1996, naposledy do čtvrtého funkčního období pak znovuzvolen 14. ledna 2009.
Od roku 1960 je ženatý, manželka Zdena je bioložka, mají spolu dva syny, prof. Ing. Milana Jiráska, DrSc., ml., profesora ČVUT v Praze a Mgr. Petra Jiráska, který je advokátem.

## Kontroverze
Kritice bylo vystaveno jeho kontrolní působení v představenstvu Sazky v letech 1997 až 2011 během Hušákovy éry, v němž zasedal z pozice předsedy ČOV. Časopis Insider či Česká televize uvedly, že v letech 2002–2011 měl za tuto činnost obdržet 18,2 milionů korun. K tomu dostával další milionové odměny. V únoru 2011 oznámil odchod z této funkce a v červnu téhož roku tak učinil. V květnu 2011 Sazka zkrachovala, čímž ČOV přišel o velkou část svých příjmů.